# Клімат США

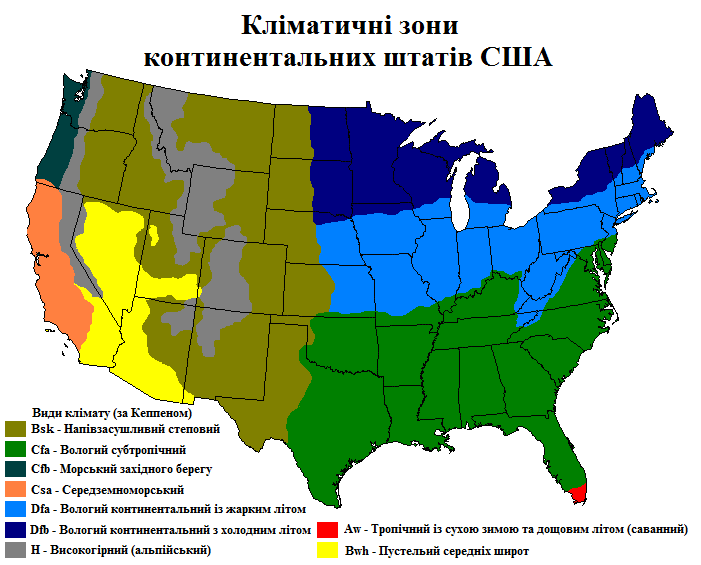
Кліматичні зони континентальної частини США.

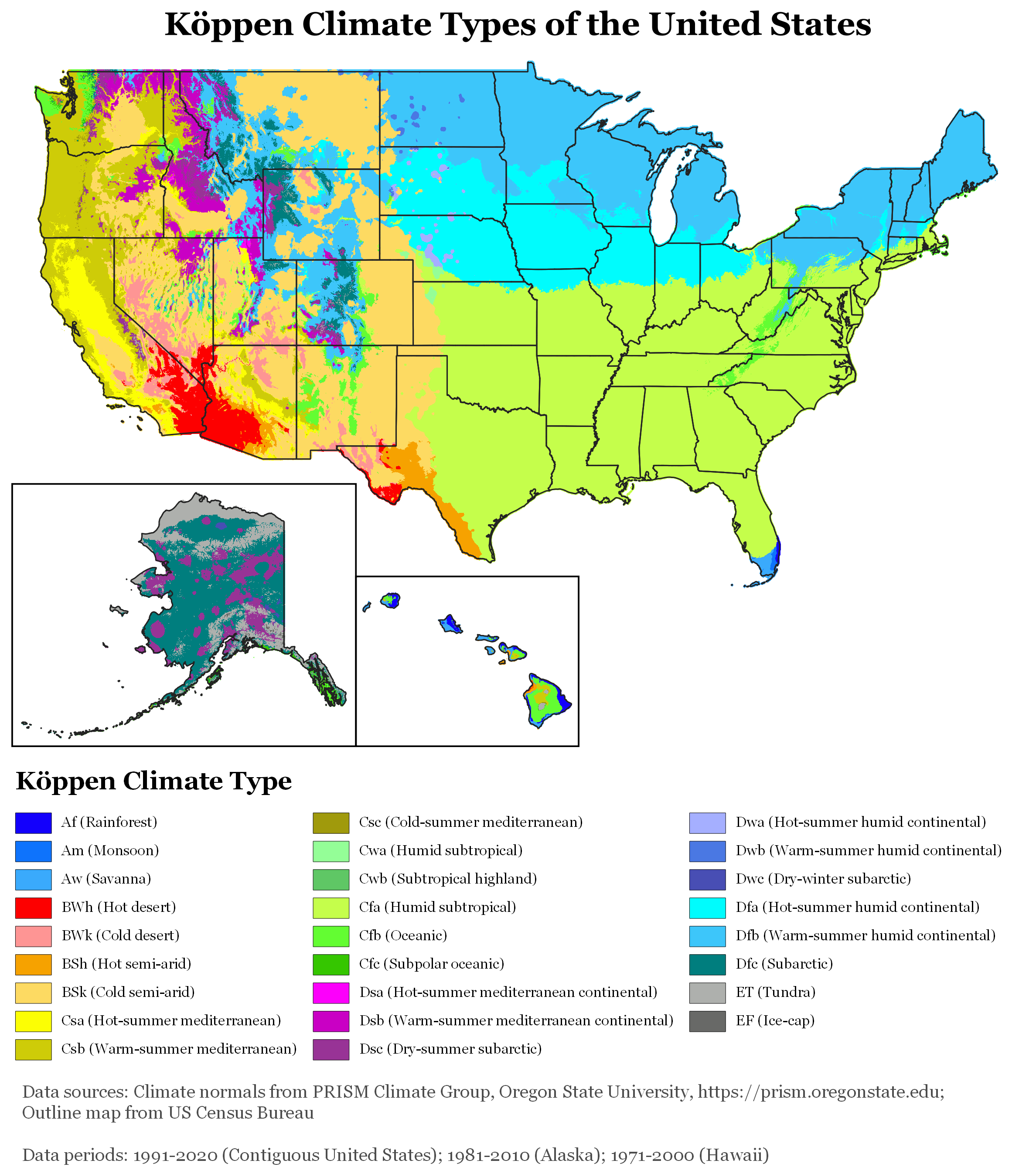
Кліматичні зони США за Кеппеном

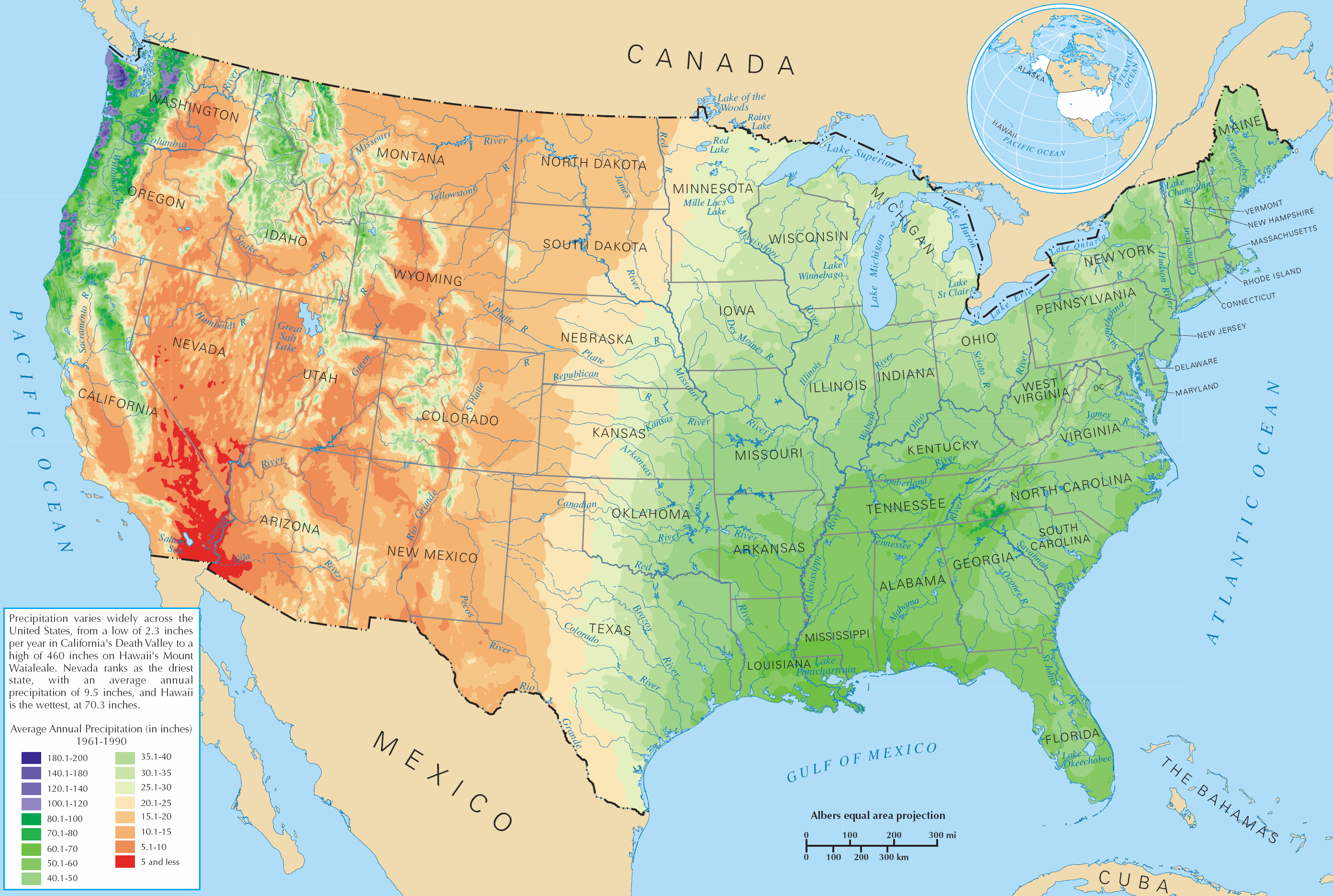
Карта середньорічних опадів континентальної частини США

Сполу́чені Шта́ти Аме́рики розташовані в різних кліматичних умовах. Територія розсічена горами, що простягаються з півночі на південь, країна незахищена з півночі й півдня.
Найбільша температура у Сполучених Штатах Америки спостерігається в Долині Смерті. Деколи температура підіймається там до 56 градусів за Цельсієм.

## Кліматичні зони
Сполучені Штати Америки переважно розташовані в помірній та субтропічній кліматичних зонах. Аляска лежить у субарктичному й арктичному кліматичних поясах. Південна частина Флориди і Гаваї розташовані у тропічній зоні.

## Тихоокеанське узбережжя
В північній частині тихоокеанського узбережжя спостерігається помірний клімат з прохолодним літом і досить теплою зимою без постійного снігу.
Південна частина тихоокеанського узбережжя має середземноморський клімат: тепле й сухе літо і холодну дощову зиму.

## Атлантичне узбережжя
Клімат Атлантичного узбережжя — континентальний із прохолодним літом і досить теплою зимою з постійним снігом. Ближче до півдня клімат стає теплішим з теплими зимами і теплішим літом.
У горах Аппалачі є континентальний клімат з теплим літом і холодною зимою з постійним сніговим покриттям.

## Кордильєри
Кордильєри мають екстремальні кліматичні умови з дуже холодними зимами й дуже теплим літом.